# Вейнрайт (Альберта)
Вейнрайт (англ. Wainwright) — містечко в Канаді, у провінції Альберта, у складі муніципального району Вейнрайт № 61.

## Населення
За даними перепису 2016 року, містечко нараховувало 6270 осіб, показавши зростання на 5,8%, порівняно з 2011-м роком. Середня густина населення становила 688,7 осіб/км².
З офіційних мов обидвома одночасно володіли 370 жителів, тільки англійською — 5 690, тільки французькою — 15, а 10 — жодною з них. Усього 455 осіб вважали рідною мовою не одну з офіційних, з них 5 — одну з корінних мов, а 20 — українську.
Працездатне населення становило 3 610 осіб (74,4% усього населення), рівень безробіття — 6,5% (7,7% серед чоловіків та 5,5% серед жінок). 88,2% осіб були найманими працівниками, а 10,7% — самозайнятими.
Середній дохід на особу становив $52 065 (медіана $42 891), при цьому для чоловіків — $63 637, а для жінок $40 178 (медіани — $57 557 та $32 435 відповідно).
31,9% мешканців мали закінчену шкільну освіту, не мали закінченої шкільної освіти — 19,8%, 48,2% мали післяшкільну освіту, з яких 27,6% мали диплом бакалавра, або вищий.
| Статево-вікова структура населення | Статево-вікова структура населення | Статево-вікова структура населення | Статево-вікова структура населення | Статево-вікова структура населення |
| ---------------------------------- | ---------------------------------- | ---------------------------------- | ---------------------------------- | ---------------------------------- |
|                                    |                                    |                                    |                                    |                                    |
| Всього                             | Всього                             | 50,3%49,7%                         |                                    |                                    |
| 0 — 14 років                       | 0 — 14 років                       |                                    | 18%                                | 18%                                |
| 15 — 64 років                      | 15 — 64 років                      |                                    | 66,8%                              | 66,8%                              |
| 65 і більше                        | 65 і більше                        |                                    | 15,2%                              | 15,2%                              |
| 85 і більше                        | 85 і більше                        |                                    | 3%                                 | 3%                                 |
| 100 і більше                       | 100 і більше                       |                                    | 0,1%                               | 0,1%                               |
| Середній вік (років)               | Середній вік (років)               | 37,640,8                           | 39,1                               | 39,1                               |
| Медіана (років)                    | Медіана (років)                    | 35,639,2                           | 37,5                               | 37,5                               |
| — чоловіки — жінки                 |                                    |                                    |                                    |                                    |

| Походження мешканців:     | Походження мешканців:     | Походження мешканців: | Походження мешканців: | Походження мешканців: |
| ------------------------- | ------------------------- | --------------------- | --------------------- | --------------------- |
| Походження                |                           |                       | осіб                  | %                     |
| Корінні американці        | Корінні американці        |                       | 450                   | 7.18%                 |
| Інше північноамериканське | Інше північноамериканське |                       | 2 250                 | 35.89%                |
| Європейське               | Європейське               |                       | 4 400                 | 70.18%                |
| британське                | британське                |                       | 3 105                 | 49.52%                |
| французьке                | французьке                |                       | 865                   | 13.8%                 |
| українське                | українське                |                       | 595                   | 9.49%                 |
| Латинськоамериканське     | Латинськоамериканське     |                       | 20                    | 0.32%                 |
| Карибське                 | Карибське                 |                       | 50                    | 0.8%                  |
| Азійське                  | Азійське                  |                       | 510                   | 8.13%                 |
| Океанійське               | Океанійське               |                       | 15                    | 0.24%                 |

| Зайнятість населення за галузями (за класифікацією NOC): | Зайнятість населення за галузями (за класифікацією NOC): | Зайнятість населення за галузями (за класифікацією NOC): | Зайнятість населення за галузями (за класифікацією NOC): | Зайнятість населення за галузями (за класифікацією NOC): |
| -------------------------------------------------------- | -------------------------------------------------------- | -------------------------------------------------------- | -------------------------------------------------------- | -------------------------------------------------------- |
|                                                          |                                                          |                                                          |                                                          |                                                          |
| Управління                                               | Управління                                               |                                                          | 11,5%                                                    | 11,5%                                                    |
| Бізнес, фінанси та адміністрування                       | Бізнес, фінанси та адміністрування                       |                                                          | 10,6%                                                    | 10,6%                                                    |
| Природничі та прикладні науки                            | Природничі та прикладні науки                            |                                                          | 3,1%                                                     | 3,1%                                                     |
| Охорона здоров'я                                         | Охорона здоров'я                                         |                                                          | 6,7%                                                     | 6,7%                                                     |
| Освіта, правозахист, муніципальні та урядові служби      | Освіта, правозахист, муніципальні та урядові служби      |                                                          | 11,2%                                                    | 11,2%                                                    |
| Мистецтво, культура, відпочинок та спорт                 | Мистецтво, культура, відпочинок та спорт                 |                                                          | 1,3%                                                     | 1,3%                                                     |
| Роздрібна торгівля та послуги                            | Роздрібна торгівля та послуги                            |                                                          | 25,6%                                                    | 25,6%                                                    |
| Гуртова торгівля, транспорт та обладнання                | Гуртова торгівля, транспорт та обладнання                |                                                          | 20%                                                      | 20%                                                      |
| Природні ресурси, сільське господарство                  | Природні ресурси, сільське господарство                  |                                                          | 7%                                                       | 7%                                                       |
| Виробництво                                              | Виробництво                                              |                                                          | 3,1%                                                     | 3,1%                                                     |

## Клімат
Середня річна температура становить 2,1°C, середня максимальна – 21,8°C, а середня мінімальна – -22,1°C. Середня річна кількість опадів – 411 мм.
| Клімат поселення                              | Клімат поселення | Клімат поселення | Клімат поселення | Клімат поселення | Клімат поселення | Клімат поселення | Клімат поселення | Клімат поселення | Клімат поселення | Клімат поселення | Клімат поселення | Клімат поселення | Клімат поселення |
| Показник                                      | Січ.             | Лют.             | Бер.             | Квіт.            | Трав.            | Черв.            | Лип.             | Серп.            | Вер.             | Жовт.            | Лист.            | Груд.            |                  |
| Середній максимум, °C                         | −8,9             | −6,81            | 0,81             | 10,30            | 17,07            | 21,42            | 21,80            | 21,06            | 15,49            | 9,54             | −0,32            | −7,9             |                  |
| Середня температура, °C                       | −15,51           | −13,41           | −5,8             | 3,70             | 10,46            | 14,78            | 16,94            | 16,20            | 10,63            | 4,70             | −5,19            | −12,76           |                  |
| Середній мінімум, °C                          | −22,13           | −20,06           | −12,43           | −2,94            | 3,83             | 8,16             | 12,09            | 11,37            | 5,78             | −0,16            | −10,03           | −17,61           |                  |
| Норма опадів, мм                              | 19               | 14               | 23               | 23               | 43               | 78               | 68               | 56               | 37               | 15               | 16               | 19               |                  |
| Середньомісячна швидкість вітру, м/с          | 4.12             | 4.10             | 4.14             | 4.40             | 4.30             | 3.90             | 3.50             | 3.40             | 3.80             | 4.10             | 4.20             | 4.10             |                  |
| Середньомісячна сонячна радіація, кДж/м²·день | 3825             | 7486             | 12511            | 17465            | 21009            | 22330            | 22648            | 18889            | 12915            | 7849             | 4058             | 2791             |                  |
| --------------------------------------------- | ---------------- | ---------------- | ---------------- | ---------------- | ---------------- | ---------------- | ---------------- | ---------------- | ---------------- | ---------------- | ---------------- | ---------------- | ---------------- |
| Джерело:                                      |                  |                  |                  |                  |                  |                  |                  |                  |                  |                  |                  |                  |                  |

## Галерея

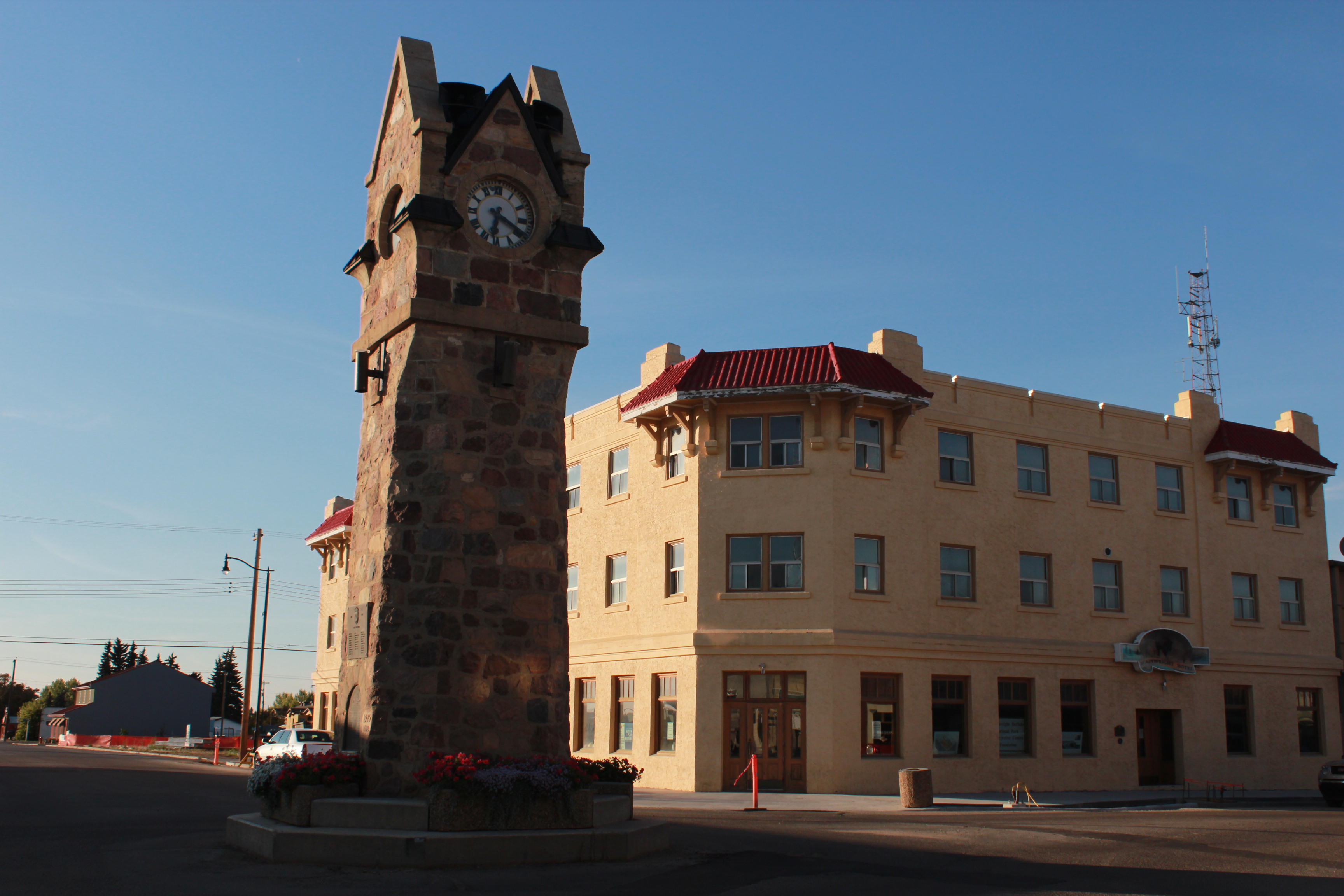
Годинникова вежа
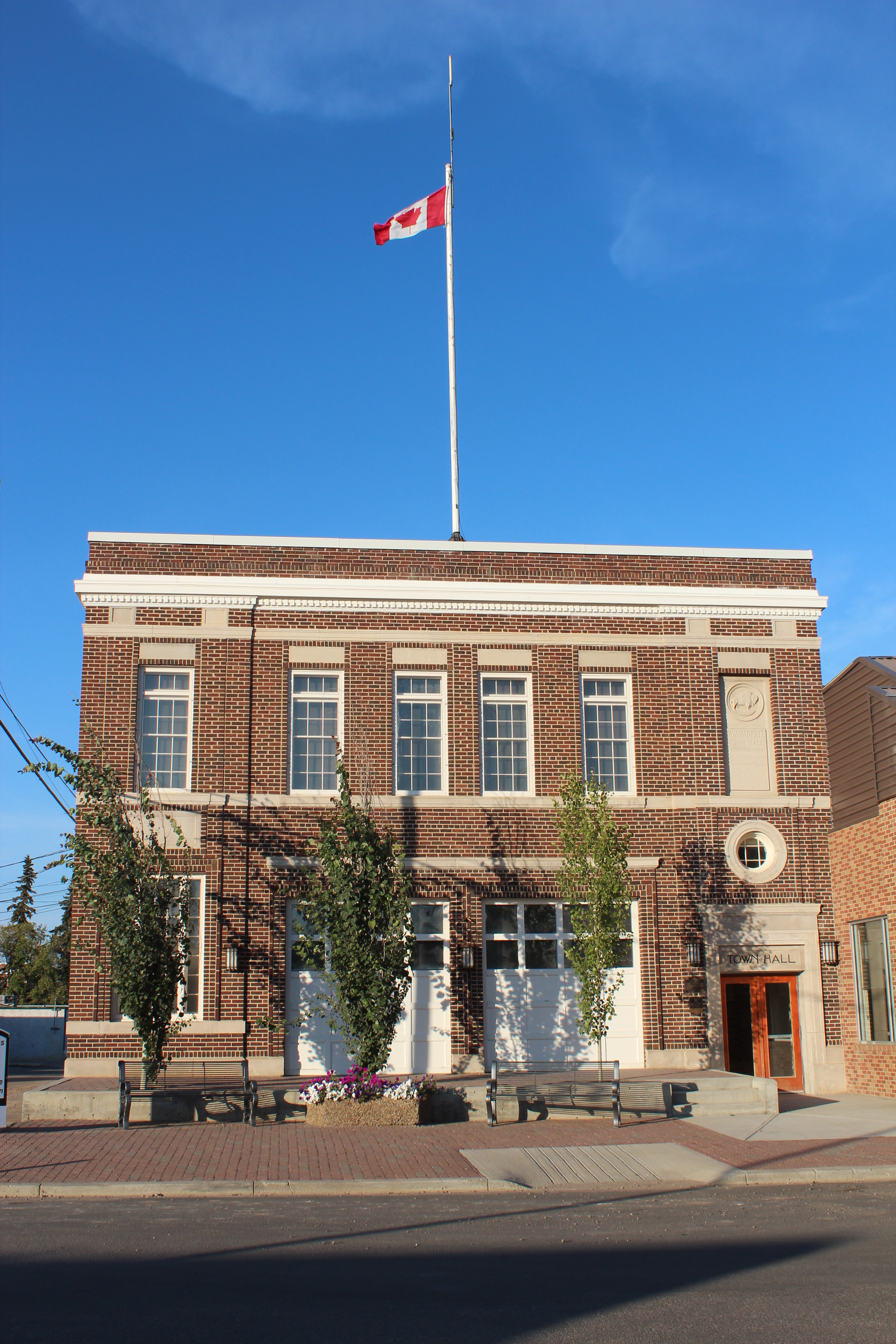
Міська ратуша
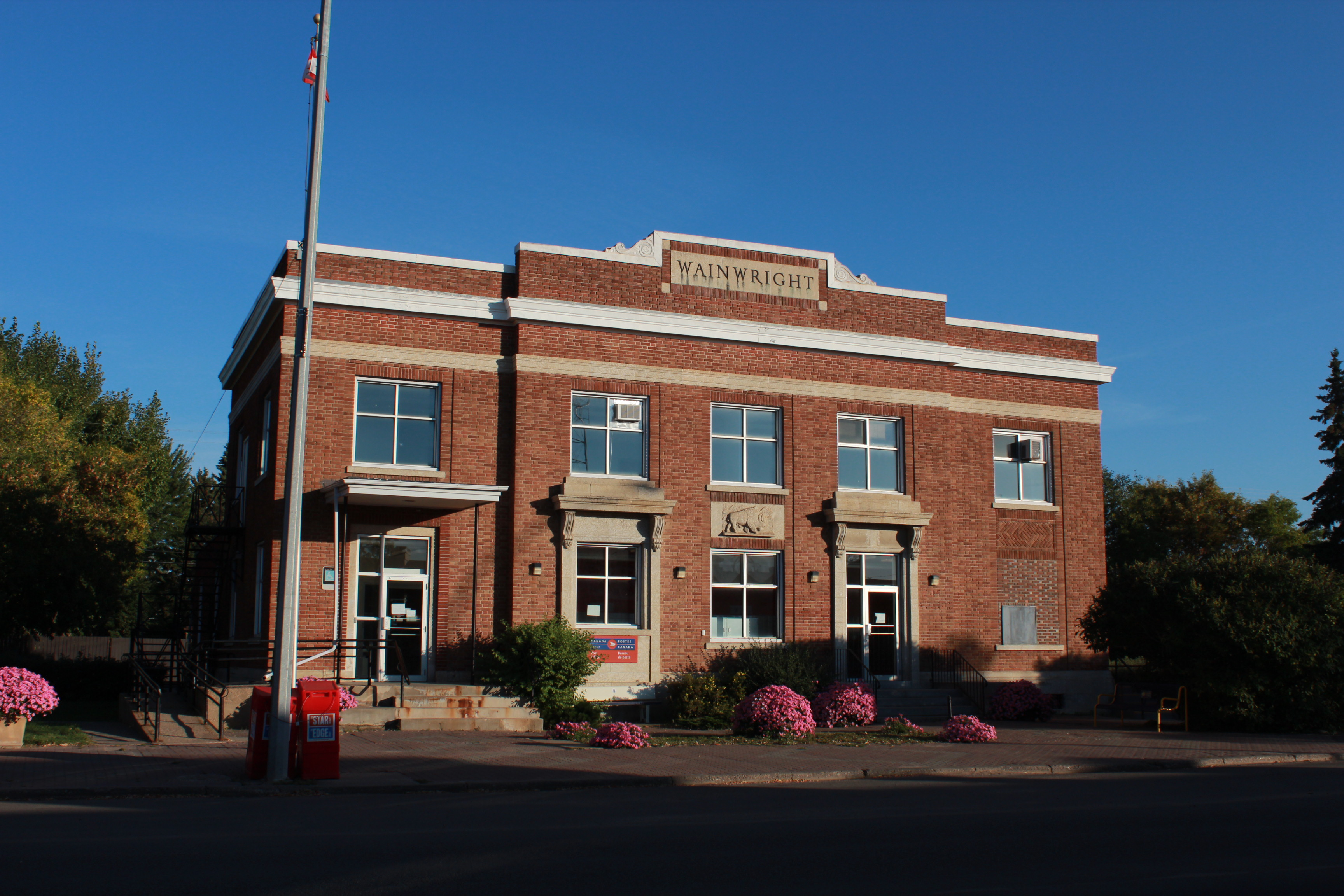
Адміністративна будівля